# 矮小刺剑水蚤
矮小刺剑水蚤（学名：Acanthocyclops vernalis）为剑水蚤科刺剑水蚤属的动物。分布于整个亚洲、欧洲及北美以及中国大陆的黑龙江、甘肃、新疆、西藏等地，多栖息于纯淡水的小型水域或湖泊的沿岸带。